# Даворин Динић
Даворин Динић (Ниш, 1981) нишки је глумац и свестрани аудио-визуелни уметник и дизајнер.  Професионално се бави глумом, али и компоновањем музике, драмским писањем, дизајном, фотографијом, свирањем разних инструмената и режијом. За свестрано уметничко стваралаштво Динић је награђен бројним индивидуалним и колективним наградама. 

## Живот и каријера
Рођен је у Нишу 11. априла 1981. године, у породици Динић, од оца Предрага, електро техничара и мајке Мирјане (девојачко Јоцић) економског техничара. У родном граду похађао је основну школу и гимназију „Бора Станковић”. На Националној академији за позоришну и филмску уметност „Крсто Сарафов” (НАТФИЗ) у Софији, 2008. године дипломирао је на одсеку за луткарство, у класи професора Боње Лунгова. 
Од 2000. године ради као глумац у Позоришту лутака у Нишу, и ангажован је у скоро свим представама у продукцији овог Позоришта, од 2000. године до данас.
Професионално се бави глумом и писањем драма за децу, а као додатним занимањем или хобијем фотографијом (у којој је остварио значајне интернационалне успехе) музиком и дизајном. Свира неколико инструмената (гитара, бас гитара, клавир, фрула, бубањ) и бави се компоновањем првенствено позоришне музике. Графичким дизајном бави се дуги низ година и иза себе има низ графичких решења за насловнице многих књига, претежно у иностраној продукцији.
Живи и ствара у Нишу, у браку са супругом Сањом Богдановић Динић са којом има двоје деце, сина Алексеја и ћерку Васју.

## Уметничко стваралаштво
Мада овог свестраног уметника у Србији највише знају као глумца за децу и омладину и фотографа, (због великог успеха фотографија из циклуса „Сенке старог Ниша”, али и због радова који су уследили, попут „Нистопије”, „Зиме у Нишу”, „Магле у Нишу” и осталих), често нису упознате са тим да се он бави и многим другим жанровима и видовима изражавања. Професионално се највише бави глумом, али се такође бави и компоновањем музике, писањем драмских текстова, дизајном, свирањем разних инструмената, режијом, а из хобија фотографијом, филмском режијом и теоријском физиком.

### Позоришна уметност
Глума
У Позоришту лутака у Нишу, Даворин Динић је, од 2000. године до 2017. године, мало по мало, година по година, позоришна сезона по сезона, школа по школа, обданиште по обданиште, стигао до јубилеја од 50 одиграних премијера, и преко 500 реприза.
Већину представа намењених најмлађим гледаоцима Динић је одиграо са правим или импровизованим луткама, настојећи да на свакој представи прати савремене трендове и тенденције у луткарству 21. века. Специфичност његовог рада је и та што уз помоћ лутака или сопственог тела глумећи формира необичне сценске елементе у току самог извођења представе. 
Динићево глумачко стваралаштво је до сада како код деце, његових верних фанова, тако и код познавалаца луткарског стваралаштва наишле на добар пријем, који је награђен многобројним признањима.
Писац драмских дела за децу
Даворин је до сада написао више драмских дела за децу са новогодишњом тематиком која су потом постављана на сцене позоришта у Нишу, Пироту, Крагујевцу, Белој Паланци и Сарајеву. Међу овим делима најзначајнија су:
- „Деда Мразови помоћници”
- „Новогодишњи времеплов”
- „Деда Мраз из Оза”
- „Ледена Бајка”

Импровизација
Од јануара 2020. године постао je стални члан позоришне трупе  „Сцена у трену — Театар импровизације” која негује импровизацију као позоришни израз.

### Уметничка фотографија и филм
Фотографијом, као и однедавно филмском режијом, Даворин Динић се бави из хобија, који је најчешће подређена неким његовим другим обавезама. Идеја да се бави овим хобијем развила се из Даворинове тежње да стално открива нове начине креативног изражавања, у којима га је експеримент као битан чинилац стваралачког рада заокупио бројним могућностима и техника које пружа фотографија и филм. У свом стваралаштву вођен јаком личном емотивном димензијом и стваралачким импулсом он, заправо у својим ликовним делима, непрестано истражује „други угао” свакодневице.  
У свом стваралаштву у коме је истовремено оптерећен али и фасциниран неумитношћу нашег времена и његовом неухватљивошћу, које му скоро до дрскости пркоси, Даворин Динић настоји да у уметничким радовима покуша, да на само њему својствен начин, укроти то време које непрестано одмиче. И тако вођен двема веома снажним фасцинацијама: истраживањем протока времена и истраживањем урбаних и социјалних богатстава града Ниша, у сукобу старог и новог створио је први креативни пројект „Сенке старог Ниша” којим је изазвао право одушевљење не само код љубитеља фотографије, већ и фотографских зналаца.  Заправо као резултат овог уметниковог истраживања настао је пројект, у коме је приказан „проток времена кроз технику преклапања фотографија усликаних на истом месту” али са великом временском и историјском дистанцом. Са овим пројектом Даворин Димић имао је неколико самосталних и колективних изложби у оквиру:
- 2015. — Манифестације „Скуп олдтајмера” у Нишу
- 2015. — Организације изложбе „Музеји Србије, 10 дана од 10 до 10”, у Нишу.
- 2015. — Интернационалног џез фестивала „Нишвил 2015.”,  у Нишу
- 2016. — Манифестације „Дани Ниша”, у Белгороду (Русија)

Однедавно осим фотографије Даворин се опробао и на пољу филмске режије. Његов кратки филм, „Ниш тимелапсе видео”, урађен у видео техници „тајмлепс”, изборио се за позиве на неколико филмских фестивала на северноамеричком континенту. О настанку овог дела и активностима које су га пратиле Динић каже:
| „ | ...time lapse техника у том тренутку заокупирала је моју пажњу и заинтригирала за могућности које пружа. Рад је протекао у више фаза. Најпре сам истраживао локације и правио тест снимке, након чега сам се упустио у одабир правих кадрова и детаљно фотографисање. Након тога све фотографије су морале да прођу постпродукцију пре него што би биле увезене у неки од програма за видео-обраду где сам радио монтажу тих снимака и на крају финалну видео постпродукцију. | ” |

Видео „Ниш тимелапсе видео” селектован је за два фестивала у Сједињеним Америчком Државама:
- 2016. — Lookout Wild Film Festival у граду Чатануга у савезној држави Тенеси САД.
- 2016. — Hollywood International Independent Documentary Film Festival у Калифорнији.[б]

### Музика
Као свестрани музичар, који свира неколико инструмената (гитара, бас гитара, клавир, фрула, бубањ), Динић се бави компоновањем музике, првенствено за позориште. Као музичар до сада је радио са Позориштем лутака у Нишу, Студентским културним центром из Ниша и Српским културним центром из Торонта.
Позоришне представе за које је Даворин Динић написао музику су
- „Цветна Бајка” перформанс, Позориште лутака Ниш
- „Маслачак и ретард”, СКЦ Ниш
- „Наша деца”, Торонто, Канада, СКУД Опленац, 2005.
- „Деда Мразови помоћници”, Позориште лутака Ниш, 2006.
- „Деда Мраз из Оза”, Позориште лутака Ниш, 2008.
- „Ледена бајка”, Позориште лутака Ниш, 2009.

### Графички дизајн
Графичким дизајном Даворин Динић бави се дуги низ година, и иза себе има графичка решења за насловнице многих књига, претежно у иностраној продукцији, највише у Великој Британији.
Бави се и веб администрацијом и дизајном и аутор је многих веб страница.

## Награде
За своје уметничко стваралаштво награђен је већим бројем индивидуалних и колективних награда:
Индивидуалне награде
- 2003. - Награда дечјег жирија на Сусретима професионалних позоришта лутака Србије, у Нишу, за најбољу мушку улогу у представи „Ружно паче”, за улогу Ружног пачета,
- 2004. - Награду за најбољу музику, на Фестивалу академских позоришта „Соња Маринковић” у Новом Саду, за најбољу музику за представу „Маслачак и ретард” Студентског културног центра Ниш.
- 2005. - Награда званичног жирија, Сусрети професионалних позоришта лутака Србије, у Земуну, за најбољу мушку улогу (улогу Јована) у представи „Царев заточник”,
- 2007. - Награда за најбољу анимацију у представи „Цар Жабац”, на Међународном фестивалу позоришта за децу, у Сарајеву, за улогу Жапца,
- 2007. - Награда за најбољу мушку улогу у представи „Моцарт”, на Сусретима професионалних позоришта лутака Србије, у Новом Саду, за улогу „Моцарта”.
- 2007. - Награда "Јанко Врбњак" за анимацију у представи „Моцарт”, на Сусретима професионалних позоришта лутака Србије, у Новом Саду, за анимацију „рађања Моцарта”.
- 2012. - Награде за уметничко достигнуће, коју додељује Позориште лутака Ниш.
- 2019. - Награда за најбољу анимацију у представи „Мала принцеза“, за Шеиков плес, Међународни фестивал позоришта за дјецу Лутфест Сарајево
- 2020. - Награда за најбољу анимацију у представи „Вук који је испао из књиге“ за улогу Мачка, Међународни фестивал професионалних луткарских позоришта за дјецу "Лут фест" Источно Сарајево[7]
- 2021. - Награда за глумачко остварење за улогу Луде у представи "Принцеза на зрну грашка", Сусрети професионалних позоришта лутака Србије, Нови Сад[8]
- 2022.- Награда за глумачко мајсторство за улогу Луде у представи "Принцеза на зрну грашка", Међународни фестивал луткарства, Подгорица, Црна Гора[9]

Колективне награде
- 2003. — Награда за кореографију и сценски покрет на Которском фестивалу позоришта за децу, у представи „Цветна бајка” у режији Ферида Карајице.
- 2003. — Гран При фестивала, на Међународном фестивалу „Пиерот” у Старој Загори, Бугарска. за најбољу представу, „Сенке у ноћи” у режији Бисерке Колевски.
- 2004. — Награда за сценски покрет на  Међународном фестивалу позоришта лутака ПИФ у Загребу, за представу „Сенке у ноћи” у режији Бисерке Колевски.
- 2006. — Награда за најбољу представу и награда ансамблу представе за кореографију и сценски покрет на Которском фестивалу позоришта за децу, за представу „Царев Заточник” у режији Зорана Лозанчића.
- 2008. — Награда за најбољу луткарску анимацију на Которском фестивалу позоришта за децу, за представу „Могли” у режији Боње Лунгова.